# Think Tank
Think Tank — музичний альбом гурту Blur. Виданий 5 травня 2003 року лейблом Parlophone Records, EMI. Загальна тривалість композицій становить 49:16. Альбом відносять до напрямків електронна музика, альтернативний рок, інді-рок.

## Список пісень
1. Me, White Noise — 6:48 (прихований трек)
2. Ambulance — 5:09
3. Out of Time — 3:52
4. Crazy Beat — 3:15
5. Good Song — 3:09
6. On the Way to the Club — 3:48
7. Brothers and Sisters — 3:47
8. Caravan — 4:36
9. We've Got a File on You — 1:03
10. Sweet Song — 4:01
11. Jets — 6:25
12. Gene by Gene — 3:49
13. Battery in Your Leg — 3:20